# 明盘藻科
明盘藻科（学名：Hyalodiscaceae）为直链藻目的一个科。

## 下级分类
本科包括以下属：
- 明盘藻属 Hyalodiscus C.G.Ehrenberg, 1845
- Hyalopoda N.I.Strelnikova, 1998
- 柄链藻属 Podosira C.G.Ehrenberg, 1840